# Pardosa lahorensis
Pardosa lahorensis là một loài nhện trong họ Lycosidae.
Loài này thuộc chi Pardosa. Pardosa lahorensis được Dyal miêu tả năm 1935.